# Tätigkeitsbewertungssystem

Vorgehen beim Einsatz des TBS

Das Tätigkeitsbewertungssystem (TBS) ist ein von Winfried Hacker und Peter Richter entwickeltes arbeitspsychologisches Verfahren, das die Gestaltung von Arbeitsprozessen unterstützt, um gesundheitliche Beeinträchtigungen zu vermeiden und die Persönlichkeitsentwicklung zu fördern.

## Allgemeines
Das TBS wurde 1980 von Winfried Hacker und Peter Richter entwickelt.
Das TBS unterstützt die Gestaltung von Arbeitsprozessen, um gesundheitliche Beeinträchtigungen zu vermeiden und die Persönlichkeitsentwicklung zu fördern. Es dient als Instrument zur Steuerung und Auswertung von Arbeitsuntersuchungen, die für die Entwicklung anspruchsvoller und fortschrittlicher Arbeitsinhalte erforderlich sind.
Ein Verfahren wie das TBS wird in der Arbeitspsychologie eingesetzt, um die Tätigkeiten eines Unternehmens zu analysieren und gegebenenfalls im Hinblick auf Gesundheits-, Motivations- und Zufriedenheitsfaktoren zu optimieren. Es ermöglicht die Abschätzung potenzieller Beeinträchtigungsrisiken, wie Ermüdung, und bewertet gleichzeitig die Lern- und Gesundheitsförderlichkeit der Arbeitstätigkeiten. Dadurch werden Produktivität und Effizienz nachhaltig gesteigert.
Ursprünglich nur für Bedienungs-, Montage- und Überwachungsarbeiten entworfen, wurde das TBS 1987 auch für primär geistige Tätigkeiten erweitert (TBS-GA - Tätigkeitsbewertungssystem für geistige Arbeit). Ein wesentlicher Vorteil dieses Verfahrens besteht darin, dass es nicht nur die Analyse geistiger Tätigkeiten und die optimierende Arbeitsgestaltung umfasst, sondern auch die Planung und Entwicklung gewünschter Arbeitsinhalte ermöglicht.

## Struktur & Methodik
Die zentrale Methode zur Datenerhebung ist eine durch Mitarbeiterangaben abgesicherte Arbeitsstudie, bei der Zeitanteile und Arbeitsabläufe erfasst werden. Ergänzend werden betriebliche Unterlagen analysiert, objektive Arbeitsbedingungen untersucht und Gruppendiskussionen mit Mitarbeitern, Arbeitsvorbereitern und weiteren Beteiligten durchgeführt.
Der Einsatz des Verfahrens gilt als verhältnismäßig aufwendig. Zwei unabhängige Bewerter müssen die Tätigkeiten auf 60 Einzelskalen beurteilen. Die Durchführungsdauer beträgt dabei ungefähr 1–2 Stunden.
Die 60 Einzelskalen sind folgenden Bereichen zugeordnet:
1. Organisatorische und technische Bedingungen
2. Zusammenarbeit und Kommunikation
3. auftragsbedingte Verantwortung
4. erforderliche kognitive Leistungen
5. Qualifikations- und Lernerfordernisse[5]

Grundlage für die Einstufung in den Skalen bilden ein gründliches Arbeitsstudium, das heißt Studium der Arbeitsunterlagen und Beobachtungsinterviews, deren Umfang von der Komplexität und Kompliziertheit der zu untersuchenden Arbeitstätigkeit abhängig ist. Bei der Abarbeitung des Merkmalsteils wird folgende Vorgehensweise angestrebt:
- Ermittlung der Anzahl anforderungsmäßig verschiedener Teiltätigkeiten oder Teilaufgaben,
- Einstufung des Grades der sequentiellen Vollständigkeit der Tätigkeitsstruktur,
- Art und Ausmaß der übertragenen Vorbereitungstätigkeiten,
- Arten möglicher Fehlerbestimmungen,
- Übertragene Organisationsfunktionen,
- Anzahl der Auftragswechsel (zyklisch),
- Häufigkeit sich gleichförmig wiederholender Verrichtungen innerhalb einer Teiltätigkeit beziehungsweise Teilaufgabe je Arbeitstag (Schicht),
- Erforderliche Informationen über die Arbeitsorganisation,
- Art der Mensch-Maschine oder Mensch-Rechner-Interaktion,
- Umfang zeitlicher Freiheitsgrade bei der Auseinandersetzung mit vorhersehbaren Ereignissen,
- Grad der Vorgeschriebenheit der Arbeitstätigkeit durch die im Arbeitsauftrag getroffenen Vorschriften,
- Bekanntheit beziehungsweise Unbekanntheit der Problemkomponenten,
- Vielfalt von Körperhaltungen und Bewegungsformen,
- Zeitlicher Umfang erforderlicher Kooperation und Kommunikation mit Arbeitskollegen,
- Auftragsbedingte Kommunikationsinhalte,
- Geforderte berufliche Vorbildung sowie
- Bleibende arbeitsbedingte Lernerfordernisse.

Jede Skala ist inhaltlich umschrieben. Die Einstufung in die Skalen sowie die Aufbereitung der Ergebnisse erfolgt sowohl für die Gesamttätigkeit als auch für die Arbeitsaufträge beziehungsweise Teilaufgaben, sofern die Gesamttätigkeit aus mehreren Arbeitsaufträgen beziehungsweise Teilaufgaben mit nennenswertem Zeitanteil besteht. Zur Einstufung in die aufgezählten Skalen werden normalerweise im TBS Hinweise zur Verfügung gestellt. Mit den Ergebnissen des Merkmalsteils werden Vorhersagen der durch die untersuchte Arbeitstätigkeit hervorgerufenen Auswirkungen auf den Menschen gemacht. Nach der Erstellung des Gesamtprofils der Arbeitstätigkeit und dem Vergleich mit dem vorgegebenen Mindestprofil werden Gestaltungserfordernisse abgeleitet.